# Întorsura Buzăului
Întorsura Buzăului (deutsch Bodsau, ungarisch Bodzaforduló) ist eine Kleinstadt im Kreis Covasna in Rumänien.

## Geographische Lage
Întorsura Buzăului liegt in einer Talsenke inmitten des südlichen Teils der Ostkarpaten am Oberlauf des Flusses Buzău. Der Ortsname bedeutet etwa „Biegung der Buzău“, weil der Fluss hier seine Richtung von Nordost auf Südost ändert. Die Stadt befindet sich zwischen den Gebirgen Întorsura im Westen und Norden, Penteleu im Osten, Siriu im Südosten und Ciucaș im Südwesten. Die Kreishauptstadt Sfântu Gheorghe (Sankt Georgen) befindet sich etwa 30 km nordwestlich von Întorsura Buzăului entfernt.

## Geschichte
Die ältesten archäologischen Funde stammen aus dem Neolithikum. Die Talbecken von Întorsura Buzăului wurde erst spät besiedelt. Die Wiesen und Wälder lagen am äußersten Rand Siebenbürgens und gehörten einigen Szeklerdörfern sowie den siebenbürgisch-sächsischen Ortschaften Tartlau und Kronstadt. Durch das Tal führte eine bedeutsame Handelsstraße von der Walachei nach Siebenbürgen. Im Oktober 1599 lagerte hier der walachische Fürst Mihai Viteazul auf seinem Weg nach Siebenbürgen. Um 1750 gründeten rumänische Siedler die ersten festen Behausungen. Die meisten kamen vermutlich aus der Umgebung von Zărnești. 1805 ist eine rumänisch-orthodoxe Gemeinde registriert. 1931 wurde die Eisenbahnlinie nach Brașov in Betrieb genommen, die den längsten Tunnel Rumäniens (4369 m) beinhaltete. 1968 erhielt Întorsura Buzăului den Status einer Stadt.
Die Stadt lebt vorwiegend von der Landwirtschaft, der Viehzucht, der Holzverarbeitung und vom Tourismus.

## Bevölkerung
1850 waren auf dem Gebiet der heutigen Stadt 1157 Einwohner registriert. 1147 waren Rumänen. Bis 1920 war ein  Bevölkerungszuwachs zu verzeichnen (5333), dann bis 1930 ein deutlicher Rückgang (3444), bevor die Einwohnerzahl wieder kontinuierlich zunahm. Bei der Volkszählung 2002 lebten in Întorsura Buzăului 8926 Personen, davon 6637 in der eigentlichen Stadt und 2289 in den Katastralgemeinden. 6567 bezeichneten sich als Rumänen, 54 als Ungarn und 15 als Roma.

## Verkehr
Von Întorsura Buzăului verkehren derzeit (2009) täglich etwa sieben Nahverkehrszüge über die Bahnstrecke Brașov–Întorsura Buzăului nach Brașov. Die Strecke wird vom privaten Anbieter Regiotrans bedient. Die Stadt liegt an der Nationalstraße 10 von Brașov nach Buzău.

## Sehenswürdigkeiten
- Holzhäuser (19. Jahrhundert)

## Söhne und Töchter der Stadt
- Valeriu Bularca (1931–2017), Ringer